# Трнавский университет
Трнавский университет — университет в городе Трнава, существовавший в 1635—1777 годы, один из первых университетов в Словакии.

## История
Университет основал кардинал Петер Пазмань в 1635 году. Изначально было два факультета: философский и богословский. В 1665 году был создан правовой, а в 1770 году — медицинский факультет. Университет стал известен благодаря своей обсерватории, которую создал астроном Максимилиан Гелл, университетской библиотеки, садов и театра. В университете преподавали профессора Франтишек Кери, Ян Баттист Хорват, Андрей Ямбрешич, Андрей Яслинский.
Университет существовал до 1777 года, когда он был перемещён в город Буда (Будапешт). Его правопреемником является Университет Лоранда Этвеша в Будапеште. Последним ректором университета (до его перемещения) был словацкий философ Андрей Яслинский (1715—1784).

## Современное положение
25 марта 1992 года в городе Трнава был открыт новый университет, который, не будучи официальным преемником, продолжает древние традиции.

## Ректоры
- 1992—1996 — Антон Гайдук
- 1997—2000 — Ладислав Шолтес
- 2000—2007 — Петер Благо
- 2007—2011 — Мартин Мишут
- 2011 — Андрей Филипек
- 2011—2019 — Марек Шмид
- 2019—2023 — Рене Билик
- 2024—н.в. — Милош Лихнер